# 邓宗良
邓宗良（1960年—），汉族，中华人民共和国政治人物、第十一届全国政协委员、第十三届全国政协委员。
加入中国共产党，担任十一届全国政协民族和宗教委员会副主任（驻会）。2008年，当选第十一届全国政协委员，代表特别邀请人士，分入第五十七组。并担任民族和宗教委员会副主任。2018年1月，当选第十三届全国政协委员，並擔任第十三届全国政协副秘書長。2020年5月19日，擔任中国人民政治协商会议全国委员会民族和宗教委员会副主任。